# Jack Nicholson
John Joseph "Jack" Nicholson, född 22 april 1937 i Neptune City i New Jersey, är en amerikansk pensionerad skådespelare och filmskapare. Han hankade sig fram i lågbudgetfilmer i ett decennium innan han fick ett genombrott med de båda filmerna Easy Rider (1969) och Five Easy Pieces (1970). Med filmerna Chinatown (1974) och Gökboet (1975) blev han en etablerad och prisbelönt skådespelare för att sedan bli en ikon med den Stanley Kubrick regisserade The Shining (1980). Han fortsatte bli belönad för sina roller på 80-talet (Ömhetsbevis) och 2000-talet (Livet från den ljusa sidan) för att sedan gå i pension 2010.
Nicholson är med tolv Oscarnomineringar den mest nominerade manlige skådespelaren i historien. Han är också en av de åtta skådespelare som vunnit tre Oscar. Nicholson har belönats med en Oscar för sina insatser i Gökboet (1975), Ömhetsbevis (1983) och Livet från den ljusa sidan (1997).

## Biografi

### Uppväxt
Jack Nicholson föddes 1937, som son till den exotiska dansaren June Frances Nicholson (1918-1963) som hade scennamnet June Nilson. June gifte sig med underhållaren Donald Furcillo 1936 ovetandes om att han redan var gift med en annan kvinna. Det är inte fastställt att Furcillo är hans far. Författaren Patrick McGilligan som skrev biografin Jacks Life trodde att det var June's manager Eddie King (Edgar A. Kirschfeld) som var hans far. Andra källor tror sig vara säkra på att faderns identitet är okänd.
Då June bara var 17 år gammal och ogift när hon födde Nicholson så lämnade hon honom till sina föräldrar och bad dem uppfostra honom som sin egen och hon agerade som hans syster. 1974 upptäckte och informerade journalister på Time Magazine Nicholson, om att June inte var hans syster utan hans mor. Vid den tidpunkten hade både hans mor och mormor dött (1963 och 1970). Nicholson har sagt att det var dramatiskt att få reda på, men inte traumatiskt.
Nicholson växte upp i Neptune i New Jersey. Innan han började gymnasiet flyttade familjen till Spring Lake i New Jersey där han började på Manasquan High School. "Nick", som han kallades av sina klasskamrater blev 1954 framröstad som klassens clown. Han fick kvarsittning varje dag i ett helt år. Skolan har numera ett dramapris döpt efter honom.
Nicholson tog 1957 värvning i det kaliforniska nationalgardet, vilket var ett sätt att slippa bli värvad då Koreakrigets tvångsvärvning fortfarande gällde. Efter sin grundträning behövde han då enbart tjänstgöra två veckor om året som brandman på Van Nuys flygplats. Under Berlinkrisen 1961 var han dock tvungen att tjänstgöra i flera månader. Han muckade 1962.

### Tidig karriär
Nicholson besökte Kalifornien första gången 1950, när han var 13 år gammal för att hälsa på sin syster. Han började då som springpojke på MGM:s avdelning för tecknad film och jobbade åt William Hanna och Joseph Barbera. De skulle senare erbjuda honom ett arbete som animerare, men han avböjde då han hellre ville bli skådespelare. Nicholson är ingen skolad skådespelare utan fick sina lektioner när han medverkade i teatersällskapet Players Ring Theater vilket ledde till mindre roller på teatrar och i såpoperor på TV.
Nicholson långfilmsdebuterade i lågbudgetfilmen The Cry Baby Killer (1958) där han hade titelrollen. Under det kommande decenniet skulle han frekvent arbeta med filmens producent Roger Corman. Corman skulle fortsätta regissera Nicholson i filmer som Little Shop of Horrors (1960), Korpen (1963), The Terror (1963) och i Chikago-massakern (1967).

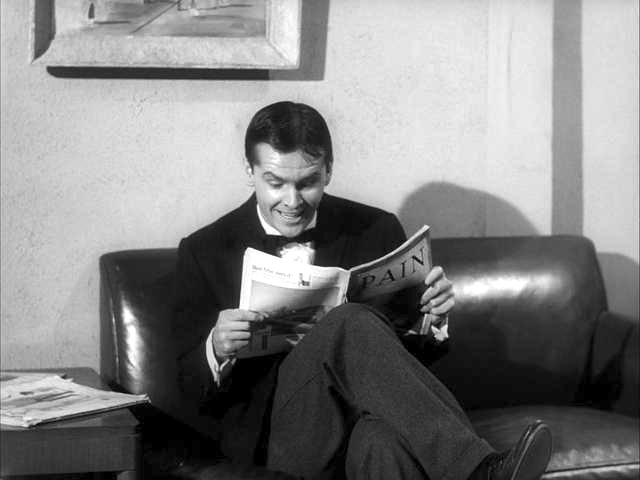
Jack Nicholson i Little Shop of Horrors 1960.

Nicholson arbetade även under denna tid ofta tillsammans med regissören Monte Hellman i lågbudetvästerns. Två av dem, Jagad mot döden (1966) och The Shooting (1966) skulle misslyckas med att hitta distribution för den amerikanska marknaden men blev sedan kultfilmer i den franska konstfilmen och de lyckades då sälja in dem till amerikansk TV.
Med en skådespelarkarriär i stiltje började han ägna sig mer åt arbete bakom kameran som till exempel manusförfattare och regissör. Han fick lite framgångar med sitt manus till Tripp till helvetet (1967). Filmen blev regisserad av Roger Corman och skulle ha Peter Fonda och Dennis Hopper i huvudrollerna. Fonda berömde Nicholsons manus men blev besviken på slutresultatet. Nicholson var också medförfattare till filmen Head (1968) i vilken gruppen The Monkees hade huvudrollerna. Filmen anses ha förstört gruppens karriär.

### Genombrott
Nicholson skulle få sitt genombrott när rollen som den alkoholiserade advokaten George Hanson blev ledig i Fondas och Hoppers film Easy Rider (1969). Det var ren tur att rollen gick till Nicholson då den ursprungligen var skriven åt Rip Torn, som hoppade av filmen efter att han hamnat i bråk med Hopper. Nicholson har flera gånger påpekat hur viktig Easy Rider var för hans karriär. Filmen gav honom sin första oscarsnominering i kategorin Bästa manliga biroll. Filmen kostade bara 400 000 dollar att spela in och kom att dra in 30 miljoner dollar. Stanley Kubrick blev så imponerad av Nicholsons insats att han gav honom rollen som Napoleon i en tilltänkt biografisk film som hade kommit långt i planerna. Den lades ner när det blev ägarbyte på MGM.

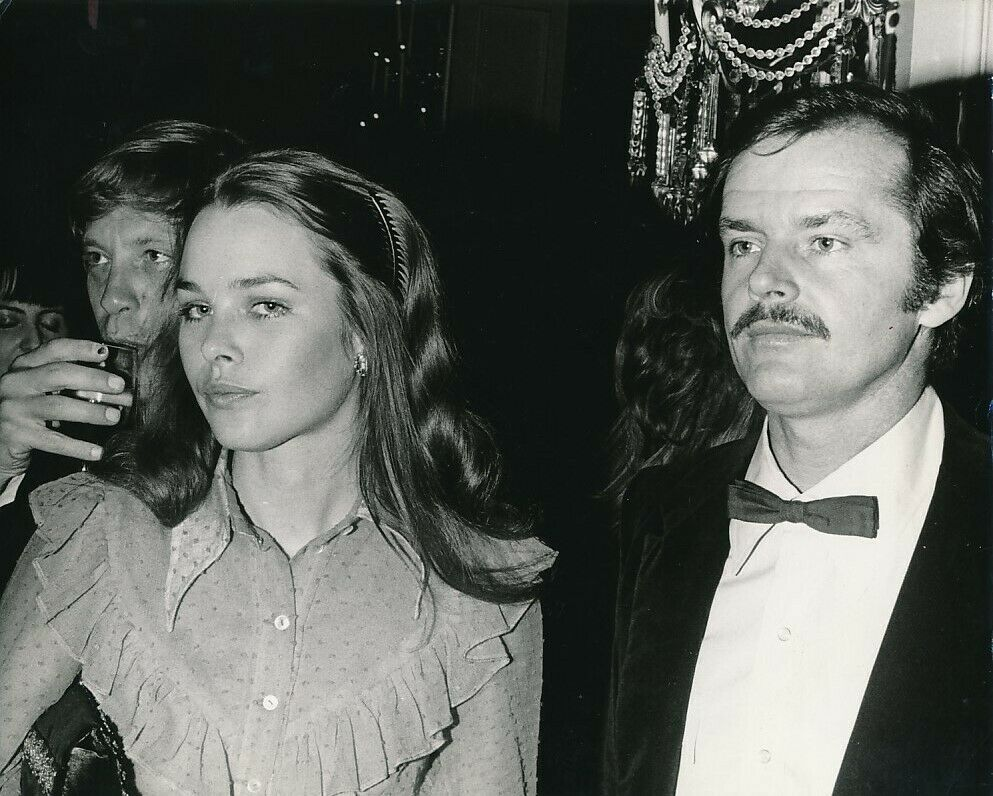
Nicholson med Michelle Phillips på Golden Globes 1971.

Nicholson cementerade sitt genombrott ytterligare redan året efter i filmen Five Easy Pieces. Han medverkade tillsammans med Karen Black och de skulle båda bli oscarsnominerade för sina insatser. En månad efter sin premiär var filmen en succé och gjorde Nicholson till en storstjärna. Kritiker spekulerade i om han var nästa Marlon Brando eller James Dean. Hans karriär och inkomst sköt i höjden och han har själv sagt att han var så eftersökt vid denna tid att han kunde välja och vraka bland filmer. Han sa åt sin agent, Sandy Bresler att hitta ovanliga roller så han kunde utöka sina förmågor inom skådespelandet. Men innan Five Easy Pieces hade premiär hade han samma år synts i En vacker dag kan man se hur långt som helst, där han till största del blev bortklippt och hans agent avböjde en roll i Den sista färden (1972) för regissören inte ville betala Nicholsons lön.
Han skulle sedan synas bredvid Art Garfunkel i komedidramat Köttets lust (1971). Regissören Mike Nichols trodde att ingen annan kunde göra rollen än Nicholson, som skulle bli nominerad till en Golden Globe för sin insats. Han och Garfunkel har sedan inspelningen förblivit goda vänner. Han medverkade sedan tillsammans med Randy Quaid i den Hal Ashby regisserade Det hårda straffet (1973). Han blev nominerad till en oscar för tredje gången och även en Golden Globe för sin insats. Han skulle få utmärkelsen Bästa manliga huvudroll på Cannes filmfestival. Nicholson skulle bli nominerad för en oscar återigen för sin roll som privatdetektiven Jake Gittes i Chinatown (1974). Filmen var regisserad av Roman Polanski och Nicholson etablerades genom filmen till en stor filmstjärna som nu syntes i de stora filmstudiornas största filmer. Nicholson och Polanski hade varit vänner då Polanskis fru, Sharon Tate mördades av Mansonfamiljen 1969. Nicholson var ett stort stöd för Polanski tiden efter och tog ledigt för att deltaga i rättegångarna. Tre år efter Chinatown, 1977 blev Polanski gripen i Nicholsons hem för ett sexuellt övergrepp på den 13-åriga Samantha Geimer.

### Etablerad karriär

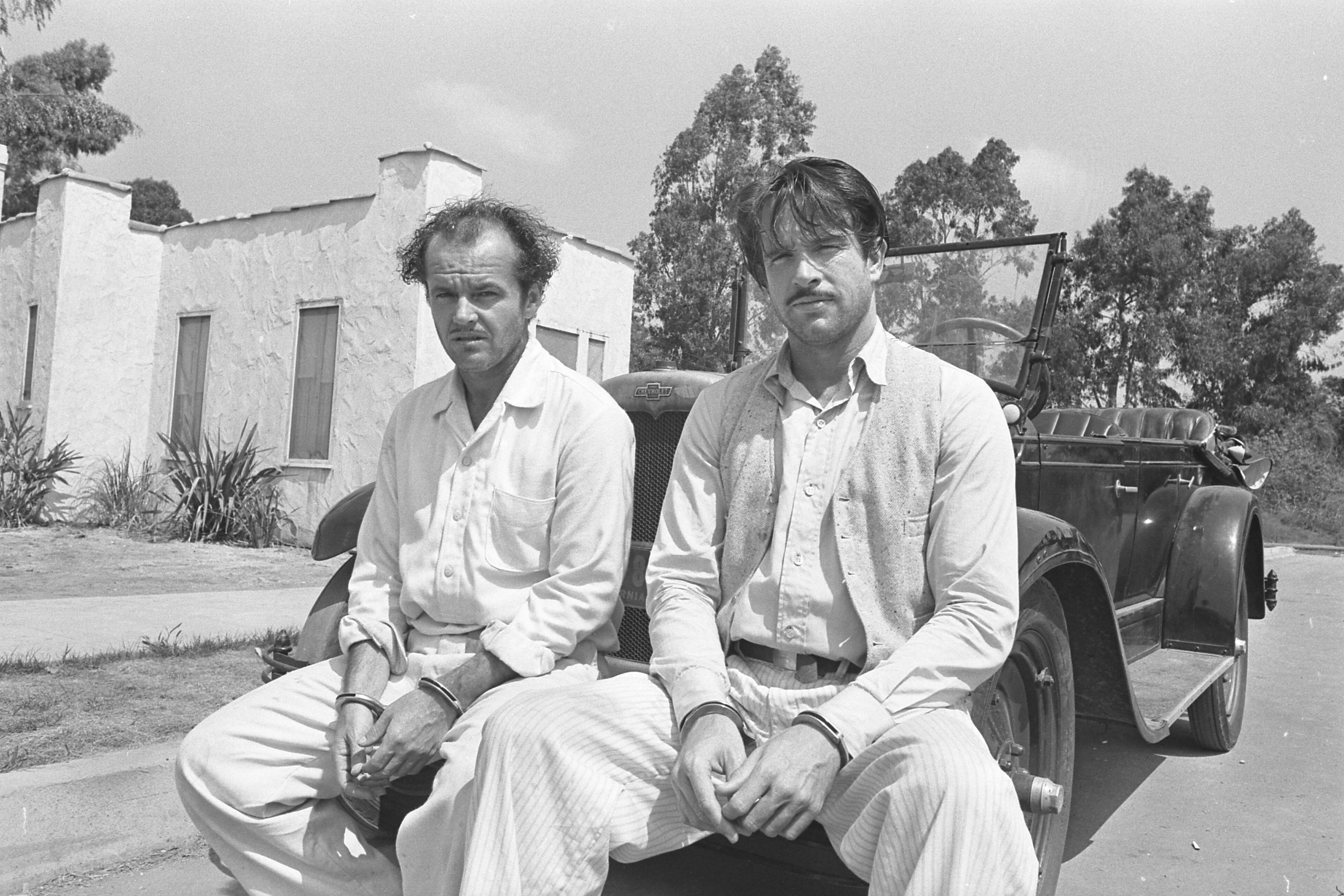
Nicholson och Warren Beatty under inspelningen av Tango för tre (1975).

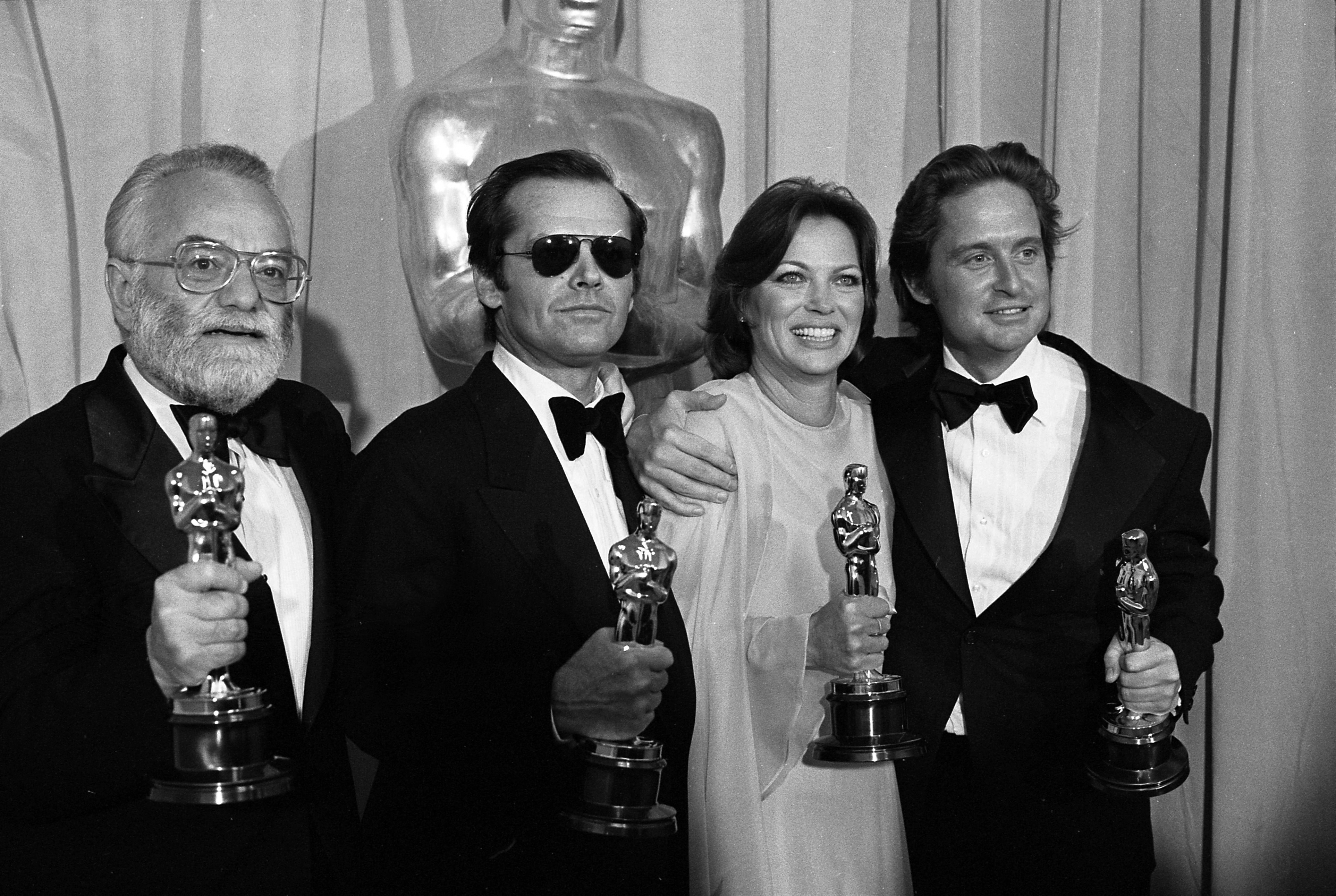
Saul Zaentz, Nicholson, Louise Fletcher och Michael Douglas på Oscarsgalan 1976 med sina statyetter för sina insatser i Gökboet (1975).

Nicholson skulle medverka tillsammans med Maria Schneider i den Michelangelo Antonioni regisserade Yrke: Reporter (1975). De påbörjade inspelningarna innan manuset ens var halvfärdigt. Vid slutet av inspelningarna trodde Nicholson så mycket på projektet att han köpte rättigheterna. Filmen blev unisont hyllad och den blev både en comeback samt ett erkännande för Antonioni. Samma år medverkade han också i filmatiseringen av The Whos rockopera Tommy. Han syntes det året även i den svarta komedin Tango för tre där han återförenades med Mike Nichols. Filmen fick ett gott mottagande och Nicholson hann vara med enbart för att inspelningarna till Gökboet var försenade. Gökboet, som också gavs ut 1975 blev Nicholsons då största succé i karriären. Filmen blev nominerad till nio oscars och vann fem däribland Nicholsons första vinst för Bästa manliga huvudroll. Regissören Milos Forman gav Nicholson fria händer och stora delar av hans insats är improviserade i filmen. Skådespelaren Danny DeVito syns i en av sina tidigare roller i filmen och under inspelningen lärde han och Nicholson känna varandra, de upptäckte att de växte upp bara några gator ifrån varandra och hade gemensamma vänner.
Nicholson skulle medverka i Missouri Breaks (1976) specifikt för att få arbeta med Marlon Brando, en skådespelare han beundrade för sitt skådespelande. I sin ungdom såg Nicholson Storstadshamn (1954) minst 40 gånger då han arbetade på en biograf. Samma år hade han också en mindre roll bredvid Robert De Niro i Den siste magnaten. Nicholson hade observerat att både De Niro och Brando hade etablerats som metodskådepelare medan han själv aldrig fått det epitetet. Han har till det sagt: "Jag fortsätter vilseleda dem!" och menar att han själv både studerat och använder metodskådespeleri frekvent, men ingen ser det. Nicholsons roll som Jack Torrance i Stanley Kubricks filmatisering The Shining (1980) av Stephen Kings skräckroman Varsel blev utan oscarsstatyett men anses ändå vara hans mest ikoniska och en av hans viktigaste roller. För Kubrick var Nicholson självklar i rollen och hans första val, medan King ville ha en mer alldaglig skådespelare. För att förberedda sig inför rollen så sov Nicholson väldigt lite så han ständigt var lättirriterad. Hans medspelare Shelley Duvall har berättat att hon och Nicholson ständigt diskuterade sina karaktärer och att han då var i karaktär ständigt och uppförde sig kyligt mot henne. Trots Kubricks beryktade perfektionism (Scenen med Nicholson och bartendern gjordes det 36 tagningar för) så uppmuntrade han Nicholson att improvisera däribland den numera berömda repliken "Here's Johnny!".

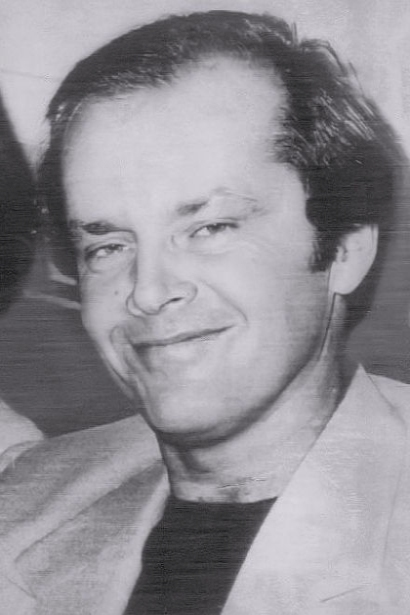
Jack Nicholson 1976.

Han skulle porträttera pjäsförfattaren Eugene O'Neill i den biografiska filmen Reds (1981). Filmen blev trots sitt starka politiska budskap och dåliga marknadsföring en succé. Den kom att bli unisont hyllad och blev nominerad till 12 oscars däribland Nicholson som Bästa manliga biroll. Han skulle inför sin roll i Gränsen (1982) bli ombedd av filmens regissör Tony Richardson att tona ner sitt skådespel och ha solglasögon på sig i nästan varje scen. Nicholson skulle vinna sin andra oscar för rollen som den pensionerade astronauten Garrett Breedlove i Ömhetsbevis (1983). Nicholsons motspelerska Shirley MacLaine har hävdat att rollen är hans mest komplexa och oförglömliga i hans karriär. Hon har sedan dess alltid försökt övertala honom till roller i filmer hon medverkar i. Han syntes sedan i den svarta komedin Prizzis heder (1985) som blev unisont hyllad och nominerad till 8 oscars däribland Nicholson som Bästa manliga huvudroll. Nicholson medverkade tillsammans med Cher, Michelle Pfeiffer och Susan Sarandon i Häxorna i Eastwick (1987) efter att Bill Murray hoppade av filmen. Filmen fick ett dåligt mottagande av kritiker men blev en finansiell succé. Skådespelarna blev dock hyllade för sina insatser. Samma år spelade han en alkolist i Järngräs tillsammans med Meryl Streep. Filmen fick ett blandat mottagande och blev en flopp på biografer men både Streep och Nicholson blev oscarsnominerade för sina insatser.

### Fortsatta framgångar

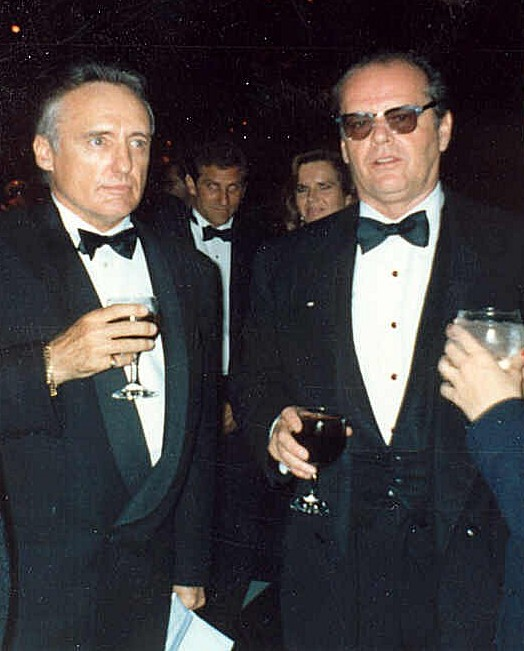
Dennis Hopper och Jack Nicholson vid Oscarsgalan 1990.

Nicholson syntes sedan som filmskurken Jokern i Tim Burtons Batman (1989). Filmen blev en stor internationell kommersiell succé och genom ett lukrativt avtal Nicholson hade inför rollen, så fick han procent på filmens vinst vilket gjorde att hans lön hamnade mellan 60 miljoner dollar och 90 miljoner dollar. Nicholson har sagt att han är "delvis stolt" över sin insats i filmen men såg det mer som popkonst. Han uttryckte också en oro över att "fjanta" bort sin karriär med en sådan roll och valde sina nästa roller med omsorg. Dock skulle hans nästa filmer inte bli särskilt framgångsrika eller kritikerrosade. Han regisserade och spelade i The Two Jakes (1990) en uppföljare till Chinatown (1974). Filmen fick blandad kritik och lyckades inte spela in sina kostnader. Nicholson skulle dessutom bli ovän med manusförfattaren Robert Towne och producenten Robert Evans. För sina filmer Par i trubbel (1992) och Hoffa (1992) skulle han bli nominerad för sämsta skådespelare på Golden Raspberry Awards. Han blev dock även nominerad till en Golden Globe för sin insats i Hoffa och många kritiker berömde hans insats. Samma år syntes han även i ytterligare en ikonisk roll som Överste Nathan R. Jessup i På heder och samvete där han levererar repliken "You can't handle the truth!" Nicholson hade bara 10 dagars inspelning och fick 5 miljoner dollar i lön. Han skulle också bli oscarsnominerad för rollen.
Nicholson återförenades med Michelle Pfeiffer i Wolf (1994). Filmen fick ett blandat mottagande av både kritiker och publik. Han syntes sedan i den Sean Penn regisserade Hämnden (1995) som fick ett positivt mottagande av kritiker men skulle knappt spela in sina kostnader. Nicholsons före detta flickvän Anjelica Huston blev också den som stal uppmärksamheten i filmen. Nicholson återförenadas med Tim Burton i science fiction komedin Mars Attacks! (1996) där han spelade två karaktärer i kontrast mot varandra som presidenten James Dale och Casinoägaren Art Land. Nicholson fick spela två karaktärer eftersom han tyckte samtliga karaktärer i filmen var intressanta och ville till en början spela allihopa. Burton hade dock en tanke på en lång lista "A" stjärnor som skulle fylla rollistan. Filmen blev trots goda recensioner en flopp och drog knappt in sin produktionskostnad. Vilket man trodde berodde på likheterna med Independence Day som kom ut samma år.

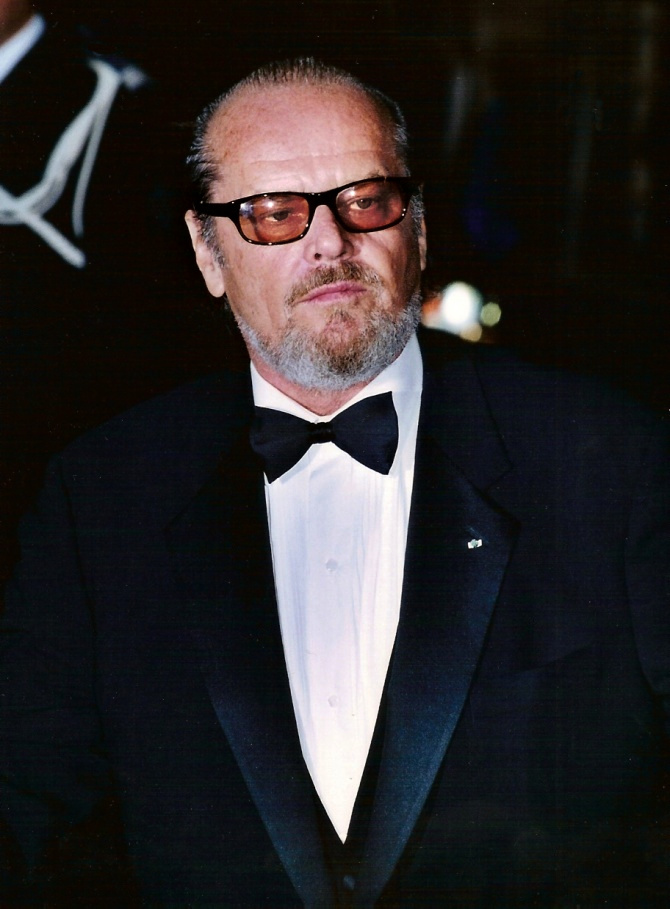
Jack Nicholson 2002.

Nicholson skulle sedan vinna ytterligare en oscar för Bästa manliga huvudroll för sin roll i Livet från den ljusa sidan (1997). I filmen spelar han den småaktige författaren Melvin Udall som lider av tvångssyndrom. Även hans motspelerska Helen Hunt vann en oscar för sin roll i filmen. Filmen blev även kritikerrosad och en stor finansiell framgång. Det blev Nicholsons andra bästa film sett till inkomst, efter Batman. Nicholson var först inte särskilt förtjust i tanken på att spela en medelålders man bredvid en mycket yngre Helen Hunt utan såg det som en filmklysha. Men Hunt övertalade honom eftersom hon inte såg det så. Nicholson återförenades med Sean Penn i Löftet (2001). Filmen presterade inte bra på biografer men fick goda recensioner  från kritiker. Nicholson skulle dessutom bli unisont hyllad för sin insats. Han medverkade sedan i den Alexander Payne regisserade About Schmidt (2002) som skulle ge honom ytterligare en oscarsnominering. Han blev även nominerad till en Golden Globe, en BAFTA och en Screen Actors Guild Award. Han syntes sedan bredvid Adam Sandler i komedin Anger Management (2003). Samma år syntes han även bredvid Diane Keaton i Galen i kärlek. Filmen skulle bli en succé både bland kritiker och publik. Nicholson blev nominerad till en Golden Globe för Bästa manliga huvudroll för sin insats.

### Sista rollerna och pension
Nicholson återvände till att spela en mörkare karaktär i den Martin Scorsese regisserade The Departed (2006) som innehöll en ensemble av skådespelare som Leonardo DiCaprio, Matt Damon, Martin Sheen, Mark Wahlberg och Alec Baldwin. Filmen som var en nyinspelning av Hongkong filmen Infernal Affairs (2002) blev en succé och nominerades bland annat till 5 oscars varav den vann 4. Nicholson blev trots sina hyllningar utan men nominerades till en Golden Globe för Bästa manliga biroll. Han syntes sedan bredvid Morgan Freeman i Nu eller aldrig (2007) där de båda spelade två lungcancer drabbade åldringar som ger sig iväg på en sista resa. Filmen fick blandade recensioner men blev en finansiell succé. För att förberedda sig för rollen besökte Nicholson sjukhus för att se hur cancerpatienter mötte sjukdomen. Han medverkade sedan i den romantiska komedin How Do You Know (2010) tillsammans med Paul Rudd, Reese Witherspoon och Owen Wilson. Filmen blev både sågad och ett finansiellt misslyckande. Det kom att bli Nicholsons sista film (till dags datum, 2024). 2013 sade han att han gick i pension för att han började få för dåligt minne. Han sade också att han inte såg sig som pensionerad, utan menade på att han inte är lika intresserad av att skådespela längre.
Nicholson har sedan pensionen setts i produktioner, 2013 delade han ut priset för Bästa film tillsammans med Michelle Obama på Oscarsgalan. 2015 var Nicholson presentatör på Saturday Night Lives 40-årsjubileum. Efter boxaren Muhammad Alis död medverkade Nicholson i HBOs program The Fight Game with Jim Lampley för en intervju om hans vänskap till boxaren. Han skulle 2017, göra huvudrollen i en amerikansk nyinspelning av den tyska filmen Min pappa Toni Erdmann (2016) tillsammans med Kristen Wiig men hoppade av precis innan inspelning, och filmen lades ner. Regissören Mike Flanagan frågade Nicholson om han ville göra en cameo i uppföljaren till The Shining – Doctor Sleep (2019) men han avböjde.

## Anseende
Nicholson har medverkat i nära 80 filmer. Med 12 oscarsnomineringar (8 för Bästa manliga huvudroll och 4 för Bästa manliga biroll) är han den mest nominerade manliga skådespelaren i Oscarsgalans historia. Han har också blivit nominerad under fem decennier (1960-2000) vilket bara 8 skådespelare blivit, de andra är: Michael Caine (1960-2000), Meryl Streep (1970-2010), Paul Newman (1950-1960, 1980-2000), Katharine Hepburn (1930-1960, 1980), Frances McDormand (1980-2020), Denzel Washington (1980-2020) och Laurence Olivier (1930-1970). Med tre oscarsvinster är han också i ett exklusivt sällskap där enbart han, Walter Brennan, Daniel Day-Lewis, Ingrid Bergman, Frances McDormand och Meryl Streep vunnit 3 oscars. Enbart Katharine Hepburn har vunnit 4 st.
Skådespelare som nämnt Nicholson som influens innefattar Leonardo DiCaprio, Morgan Freeman och Alden Ehrenreich.

## Privatliv

### Relationer och barn
Nicholson är omtalad för sin oförmåga att stadga sig. Han har sex barn med fem olika kvinnor och har bara varit gift en gång. Hans äktenskap med Terror-medspelerskan Sandra Knight varade mellan 1962 och 1968, även om de separerade redan 1966. De fick en dotter, Jennifer den 13 september 1963. Han har erkänt att han inte tillbringade tillräckligt med tid med Jennifer då han såg sin karriär som viktigare vid den tidpunkten. Han träffade sedan Five Easy Pieces-medspelerskan Susan Anspach och fick sonen Caleb med henne den 26 september 1970. Även om Mark Goddard först var Calebs juridiske far, så avslöjade Anspach senare att det var Nicholson som var fadern. 1984 förnekade Nicholson fortfarande detta men 1988 gjorde han ett uttalande om att han var hans son och att de hade en fin relation.
Mellan 1971 och 1972 träffade han sångerskan Michelle Phillips, hans vän Dennis Hopper före detta fru. Under relationen med Nicholson fick Philips ett missfall. Nicholsons längsta relation var med skådespelerskan Anjelica Huston som trots många uppbrott och längre perioder med andra kvinnor, varade från 1973 till 1990. Under tiden med Huston hann han också träffa Jill St. John och den danska modellen Winnie Hollman. Hollman fick dottern Honey 26 januari 1982 och Nicholson har aldrig erkänt faderskapet. Relationen med Huston avslutades när skådespelerskan Rebecca Broussard blev gravid med Nicholson. Han och Broussard fick två barn, Lorraine (född 16 april 1990) och Raymond (född 20 februari 1992). Relationen tog slut 1994 och samma år fick han dottern Tessa (född 15 augusti 1994) med servitrisen Jeannine Gourin. Nicholson har aldrig erkänt faderskapet. Nicholson träffade sedan skådespelerskan Lara Flynn Boyle fram till år 2000. De blev senare ett par igen vilket varade till 2004. Han träffade sedan modellen Kate Moss ett kort tag innan han 2006 träffade skådespelerskan Paz de la Huerta.
Nicholson var granne med Marlon Brando i flera år när de båda bodde på Mulholland Drive i Beverly Hills. Warren Beatty bodde också nära vilket gav gatan smeknamnet "Bad Boy Drive". När Brando dog 2004 köpte Nicholson hans enplansvilla för 6,1 miljoner dollar med avsikten att riva det. Nicholson sade att han gjorde så för att värna om Brandos arv för huset var attackerat av mögel, vilket gjorde det för dyrt att renovera. Nicholson var också vän med författaren Hunter S. Thompson vilket är beskrivit i författarens självbiografi Kingdom of Fear (2003). Nicholson har också varit vän med Robert Evans länge. När Evans förlorade sitt hus i en drograzzia så gick Nicholson och några vänner till ihop för att köpa tillbaka huset åt honom. Han är också vän med Danny DeVito och Joe Pesci.

### Religiös och politisk åskådning
Nicholson uppfostrades som romersk-katolsk och har kallat det för den enda dogm han någonsin haft. Det har också hävdats att många av hans tidiga roller är influerade av katolicism. Han har dock också sagt att han inte tror på Gud.
Nicholson kallar sig själv för en irländsk demokrat. Han har visat starkt stöd för George McGovern, Michael Dukakis, Hillary Clinton och Bernie Sanders. Nicholson är för solenergi, avkriminalisering av droger och höjda lärarlöner. Han är också emot abort men för kvinnans rätt att själv välja - så kallad pro-choice. Även om det låter motsägelsefullt så menar han att han själv var ett oönskat barn och tycker det vore hyckleri att vara för abort samtidigt som han har full respekt för kvinnorna i sitt liv som gjort sina egna individuella val.

### Hobbys
Nicholson är ett fan till New York Yankees och Los Angeles Lakers. Han har haft säsongbiljetter till Lakers på spelarraden sedan 1970. Han har beskrivits som en fast punkt i matcherna fram till 2021 då han drog sig tillbaka från allmänheten. Han har ofta synts bråkande med motståndarnas spelare, tränare och domare. Han blev nästan utslängd från en slutspelsmatch 2003 då han bråkade med en domare. Han medverkade på en slutspelsmatch 2023 efter att inte ha synts till på matcherna på två år.
Nicholson är en samlare av samtida konst och innehar målningar av Henri Matisse, Tamara de Lempicka, Andy Warhol och Jack Vettriano. Konstnären Edward Ruscha har sagt att Nicholsons konstsamling är en av de bästa konstsamlingarna.

## Filmografi i urval

### Film
| År   | Filmtitel                                    | Roll                               | Noter |
| ---- | -------------------------------------------- | ---------------------------------- | --- |
| 1958 | The Cry Baby Killer                          | Jimmy Wallace                      | |
| 1960 | För unga för kärlek                          | Buddy                              | |
| 1960 | The Wild Ride                                | Johnny Varron                      | |
| 1960 | The Little Shop of Horrors                   | Wilbur Force                       | |
| 1960 | De vilda åren                                | Weary Reilly                       | |
| 1962 | The Broken Land                              | Will Brocious                      | |
| 1963 | Korpen                                       | Rexford Bedlo                      | |
| 1963 | Terror                                       | Andre Duvalier                     | Även regissör (ej krediterad) |
| 1963 | Thunder Island                               |                                    | Enbart manus |
| 1964 | Flight to Fury                               | Jay Wickham                        | Även manus |
| 1964 | Back Door to Hell                            | Burnett                            | |
| 1964 | Ensign Pulver                                | Dolan                              | |
| 1966 | The Shooting                                 | Billy Spear                        | Även producent |
| 1966 | Jagad mot döden                              | Wes                                | Även manus och producent |
| 1967 | Chikago-massakern                            | Gino                               | ej krediterad |
| 1967 | Helvetesänglarna slår till igen              | Poet                               | |
| 1967 | Tripp till helvetet                          |                                    | Enbart manus |
| 1968 | Helvetesgänget                               | Stoney                             | |
| 1968 | Head                                         | Regissör på Restaurang             | Även manus och producent |
| 1969 | Easy Rider                                   | George Hanson                      | - Kansas City Film Critics Circle Award for Best Supporting Actor - National Society of Film Critics Award for Best Supporting Actor - Laurel Award for Male Supporting Performance - New York Film Critics Circle Award for Best Supporting Actor - Nominerad—Academy Award for Best Supporting Actor - Nominerad—BAFTA Award for Best Actor in a Supporting Role - Nominerad—Golden Globe Award for Best Supporting Actor – Motion Picture |
| 1970 | En vacker dag kan man se hur långt som helst | Tad Pringle                        | |
| 1970 | Rebellerna                                   | Bunny                              | |
| 1970 | Five Easy Pieces                             | Robert Eroica Dupea                | - Fotogramas de Plata for Best Foreign Movie Performer - Nominerad—Academy Award for Best Actor - Nominerad—Golden Globe Award for Best Actor – Motion Picture Drama - Nominerad—Laurel Award for Best Male Dramatic Performance |
| 1971 | Köttets lust                                 | Jonathan Fuerst                    | Sant Jordi Award for Best Foreign Actor Nominerad—Golden Globe Award for Best Actor – Motion Picture Drama |
| 1971 | A Safe Place                                 | Mitch                              | |
| 1971 | Kör sa han                                   |                                    | Enbart, regissör, manus och producent Nominerad för Palme d'Or |
| 1972 | Kungen av Marvin Gardens                     | David Staebler                     | |
| 1973 | Det hårda straffet                           | Billy "Bad Ass" Buddusky           | - BAFTA Award for Best Actor in a Leading Role - Cannes Film Festival Best Actor - National Society of Film Critics Award for Best Actor - New York Film Critics Circle Award for Best Actor - Nominerad—Academy Award for Best Actor - Nominerad—Golden Globe Award for Best Actor – Motion Picture Drama |
| 1974 | Chinatown                                    | J.J. "Jake" Gittes                 | - BAFTA Award for Best Actor in a Leading Role - Golden Globe Award for Best Actor – Motion Picture Drama - Fotogramas de Plata Award for Best Foreign Movie Performer - Kansas City Film Critics Circle Award for Best Actor - National Society of Film Critics Award for Best ActorÄven för Det hårda straffet - New York Film Critics Circle Award for Best Actor - Nominerad—Academy Award for Best Actor |
| 1975 | Tommy                                        | The Specialist                     | |
| 1975 | Yrke: Reporter                               | David Locke                        | |
| 1975 | Tango för tre                                | Oscar Sullivan                     | |
| 1975 | Gökboet                                      | Randle "R.P." McMurphy             | - Academy Award for Best Actor - BAFTA Award for Best Actor in a Leading Role - Golden Globe Award for Best Actor – Motion Picture Drama - National Board of Review Award for Best Actor - National Society of Film Critics Award for Best Actor - New York Film Critics Circle Award for Best Actor - Sant Jordi Award for Best Foreign Actor |
| 1976 | Missouri Breaks                              | Tom Logan                          | |
| 1976 | Den siste magnaten                           | Brimmer                            | |
| 1978 | Häng inte här Henry Moon                     | Henry Lloyd Moon                   | Även regissör |
| 1980 | The Shining                                  | Jack Torrance                      | |
| 1981 | Postmannen ringer alltid två gånger          | Frank Chambers                     | |
| 1981 | Ragtime                                      | Pirat på en strand                 | ej krediterad |
| 1981 | Reds                                         | Eugene O'Neill                     | - BAFTA Award for Best Actor in a Supporting Role - Boston Society of Film Critics Award for Best Supporting Actor - Kansas City Film Critics Circle Award for Best Supporting Actor - National Board of Review Award for Best Supporting Actor - Nominerad—Academy Award for Best Supporting Actor - Nominerad—Golden Globe Award for Best Supporting Actor – Motion Picture |
| 1982 | Gränsen                                      | Charlie Smith                      | |
| 1983 | Ömhetsbevis                                  | Garrett Breedlove                  | - Academy Award for Best Supporting Actor - Boston Society of Film Critics Award for Best Supporting Actor - Golden Globe Award for Best Supporting Actor - Motion Picture - Kansas City Film Critics Circle Award for Best Supporting Actor - Los Angeles Film Critics Association Award for Best Supporting Actor - National Board of Review Award for Best Supporting Actor - National Society of Film Critics Award for Best Supporting Actor - New York Film Critics Circle Award for Best Supporting Actor |
| 1985 | Prizzis heder                                | Charley Partanna                   | - Boston Society of Film Critics Award for Best Actor - Golden Globe Award for Best Actor – Motion Picture Musical or Comedy - New York Film Critics Circle Award for Best Actor - National Society of Film Critics Award for Best Actor - Nominerad—Academy Award for Best Actor |
| 1986 | I lust och nöd                               | Mark Forman                        | |
| 1987 | Häxorna i Eastwick                           | Daryl Van Horne                    | - Los Angeles Film Critics Association Award for Best Actor - New York Film Critics Circle Award for Best Actor - Saturn Award for Best Actor |
| 1987 | Broadcast News - nyhetsfeber                 | Bill Rorich                        | New York Film Critics Circle Award for Best Actor |
| 1987 | Järngräs                                     | Francis Phelan                     | - Los Angeles Film Critics Association Award for Best Actor - New York Film Critics Circle Award for Best Actor - Nominerad—Academy Award for Best Actor - Nominerad—Golden Globe Award for Best Actor – Motion Picture Drama |
| 1989 | Batman                                       | Jack Napier/Jokern                 | - Nominerad—American Comedy Award for Funniest Actor in a Motion Picture - Nominerad—BAFTA Award for Best Actor in a Supporting Role - Nominerad—Golden Globe Award for Best Actor – Motion Picture Musical or Comedy - Nominerad—Saturn Award for Best Actor |
| 1990 | The Two Jakes                                | J.J. "Jake" Gittes                 | Även regissör och producent |
| 1992 | Par i trubbel                                | Eugene Earl Axline aka Harry Bliss | Nominerad—Razzie Award for Worst Actor |
| 1992 | På heder och samvete                         | Överste Nathan R. Jessep           | - Chicago Film Critics Association Award for Best Supporting Actor - National Board of Review Award for Best Supporting Actor - Southeastern Film Critics Association Award for Best Supporting Actor - Nominated—Academy Award for Best Supporting Actor - Nominated—Golden Globe Award for Best Supporting Actor – Motion Picture - Nominated—MTV Movie Award for Best Male Performance - Nominated—MTV Movie Award for Best Villain |
| 1992 | Hoffa                                        | James R. 'Jimmy' Hoffa             | Nominerad—Golden Globe Award for Best Actor – Motion Picture Drama Nominerad—Razzie Award for Worst Actor |
| 1994 | Wolf                                         | Will Randall                       | Nominerad—Saturn Award for Best Actor |
| 1995 | Hämnden                                      | Freddy Gale                        | |
| 1996 | Blood and Wine                               | Alex Gates                         | |
| 1996 | Mars Attacks!                                | President James Dale/Art Land      | Nominerad—Satellite Award for Best Actor - Motion Picture Musical or Comedy |
| 1996 | Aftonstjärnan                                | Garrett Breedlove                  | |
| 1997 | Livet från den ljusa sidan                   | Melvin Udall                       | - Academy Award for Best Actor - American Comedy Award for Funniest Actor in a Motion Picture - Broadcast Film Critics Association Award for Best Actor - Golden Globe Award for Best Actor – Motion Picture Musical or Comedy - London Film Critics Circle Award for Best Actor - National Board of Review Award for Best Actor - Online Film Critics Society Award for Best Actor - San Diego Film Critics Society Award for Best Actor - Satellite Award for Best Actor - Motion Picture Musical or Comedy - Screen Actors Guild Award for Outstanding Performance by a Male Actor in a Leading Role |
| 2001 | Löftet                                       | Jerry Black                        | |
| 2002 | About Schmidt                                | Warren R. Schmidt                  | - Broadcast Film Critics Association Award for Best Actor - Dallas-Fort Worth Film Critics Association Award for Best Actor - Golden Globe Award for Best Actor – Motion Picture Drama - Los Angeles Film Critics Association Award for Best Actor - Washington D.C. Area Film Critics Association for Best Actor - Nominerad—Academy Award for Best Actor - Nominerad—BAFTA Award for Best Actor in a Leading Role - Nominerad—Chicago Film Critics Association Award for Best Actor - Nominerad—London Film Critics Circle Award for Best Actor - Nominerad—Online Film Critics Society Award for Best Actor - Nominerad—Phoenix Film Critics Society Award for Best Actor - Nominerad—Satellite Award for Best Actor - Motion Picture Drama - Nominerad—Screen Actors Guild Award for Outstanding Performance by a Male Actor in a Leading Role                                              |
| 2003 | Anger Management                             | Dr. Buddy Rydell                   | Nominerad—Teen Choice Award for Choice Movie Hissy Fit |
| 2003 | Galen i kärlek                               | Harry Sanborn                      | Nominerad—Golden Globe Award for Best Actor – Motion Picture Musical or Comedy |
| 2006 | The Departed                                 | Francis "Frank" Costello           | - Austin Film Critics Association Award for Best Supporting Actor - Florida Film Critics Circle Award for Best Supporting Actor - MTV Movie Award for Best Villain - National Board of Review Award for Best Cast - Phoenix Film Critics Society Award for Best Supporting Actor - Nominerad—BAFTA Award for Best Actor in a Supporting Role - Nominerad—Broadcast Film Critics Association Award for Best Supporting Actor - Nominerad—Chicago Film Critics Association Award for Best Supporting Actor - Nominerad—Golden Globe Award for Best Supporting Actor – Motion Picture - Nominerad—Online Film Critics Society Award for Best Supporting Actor - Nominerad—People's Choice Award for Best On-Screen Match-Up - Nominerad—Satellite Award for Best Supporting Actor - Motion Picture - Nominerad—Screen Actors Guild Award for Outstanding Performance by a Cast in a Motion Picture |
| 2007 | Nu eller aldrig                              | Edward Cole                        | |
| 2010 | I'm Still Here                               | Sig själv                          | |
| 2010 | How Do You Know                              | Charles Madison                    | |

### TV
| År        | Titel                                                        | Roll                         | Notering                      |
| --------- | ------------------------------------------------------------ | ---------------------------- | ----------------------------- |
| 1956      | NBC Matinee Theater                                          | Musikerns son                | Avsnitt: "Are You Listening?" |
| 1960      | Mr. Lucky                                                    | Martin                       | Avsnitt: "Operation Fortuna?" |
| 1960      | The Barbara Stanwyck Show                                    | Bud                          | Avsnitt: "The Mink Coat"      |
| 1961      | Tales of Wells Fargo                                         | Tom Washburn                 | Avsnitt: "That Washburn Girl" |
| 1961      | Sea Hunt                                                     | John Stark                   | Avsnitt: "Round Up"           |
| 1961      | Bronco                                                       | Bob Doolin                   | Avsnitt: "The Equalizer"      |
| 1962      | Hawaiian Eye                                                 | Tony Morgan                  | Avsnitt: "Total Eclipse"      |
| 1966      | Dr. Kildare                                                  | Jaime Angel                  | 4 avsnitt                     |
| 1966-1967 | The Andy Griffith Show                                       | Marvin Jenkins / Mr. Garland | 2 avsnitt                     |
| 1967      | The Guns of Will Sonnett                                     | Tom Murdock                  | Avsnitt: "A Son for a Son"    |
| 1986      | The Elephant's Child                                         | Berättare                    | Röstroll, TV-kortfikm         |
| 1988      | How the Rhinoceros Got His Skin & How the Camel Got His Hump | Berättare                    | Röstroll, TV-kortfilm         |